# In-gan, gonggan, sigan geurigo in-gan
In-gan, gonggan, sigan geurigo in-gan (인간, 공간, 시간 그리고 인간?), noto anche con il titolo internazionale Human, Space, Time and Human, è un film del 2018 diretto da Kim Ki-duk.

## Trama
il film è suddiviso in segmenti come Primavera, estate, autunno, inverno... e ancora primavera che raccontano la storia dei passeggeri di una nave che dovranno lottare per le scorte di cibo perché la nave inizia a fluttuare nel cielo impedendo alle persone sulla nave di uscire.